# Ulica Związkowa w Lublinie
Ulica Związkowa w Lublinie – arteria komunikacyjna w Lublinie łącząca skrzyżowanie ulic: Szeligowskiego, Choiny i Elsnera z al. Spółdzielczości Pracy. To główna droga przemysłowej dzielnicy Bursaki, a także ważna trasa z północno-wschodniego Lublina w stronę Czechowa. Ma długość 1 km. Przy ulicy znajdują się liczne sklepy i placówki usługowe, m.in. "Komfort", "Biedronka", "ABC", autokomisy i stacje obsługi pojazdów, a także Wyższa Szkoła Przedsiębiorczości i Administracji w Lublinie.

## Komunikacja miejska
Ulicą kursują następujące linie autobusowe MPK – Lublin:
- całość ulicy: 17, 18, 11 (część kursów ze skrętem w ul. Bursaki i ominięciem części Związkowej)